# Hemiphileurus beckeri
Hemiphileurus beckeri är en skalbaggsart som beskrevs av Hermann Julius Kolbe 1910. Hemiphileurus beckeri ingår i släktet Hemiphileurus och familjen Dynastidae. Inga underarter finns listade i Catalogue of Life.